# Nermin Haljeta
Nermin Haljeta, slovenski nogometaš, * 7. junij 1997, Celje.
Haljeta je profesionalni nogometaš, ki igra na položaju napadalca. Od leta 2024 je član indonezijskega kluba Makassar. Pred tem je igral za slovenske klube Šampion, Krško, Domžale, Ilirijo 1911, Dravo Ptuj, Nafto 1903 in Rogaško, češke Teplice, bosansko-hercegovsko Zvijezdo 09 in avstrijski Floridsdorfer. Skupno je v prvi slovenski ligi odigral 22 tekem in dosegel štiri gole, v drugi slovenski ligi pa 119 tekem in 45 golov.